# Восстановительный поезд

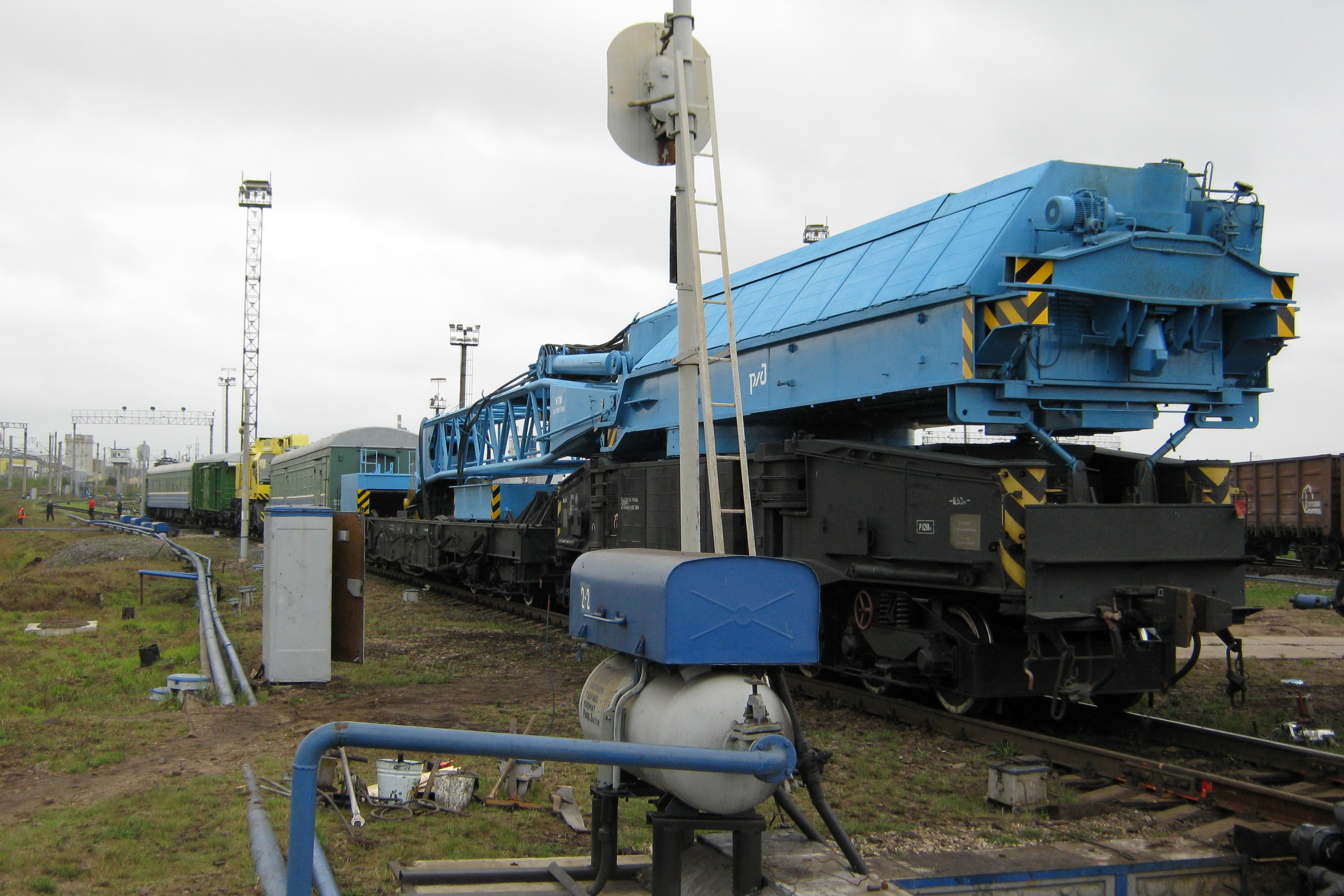
Восстановительный поезд

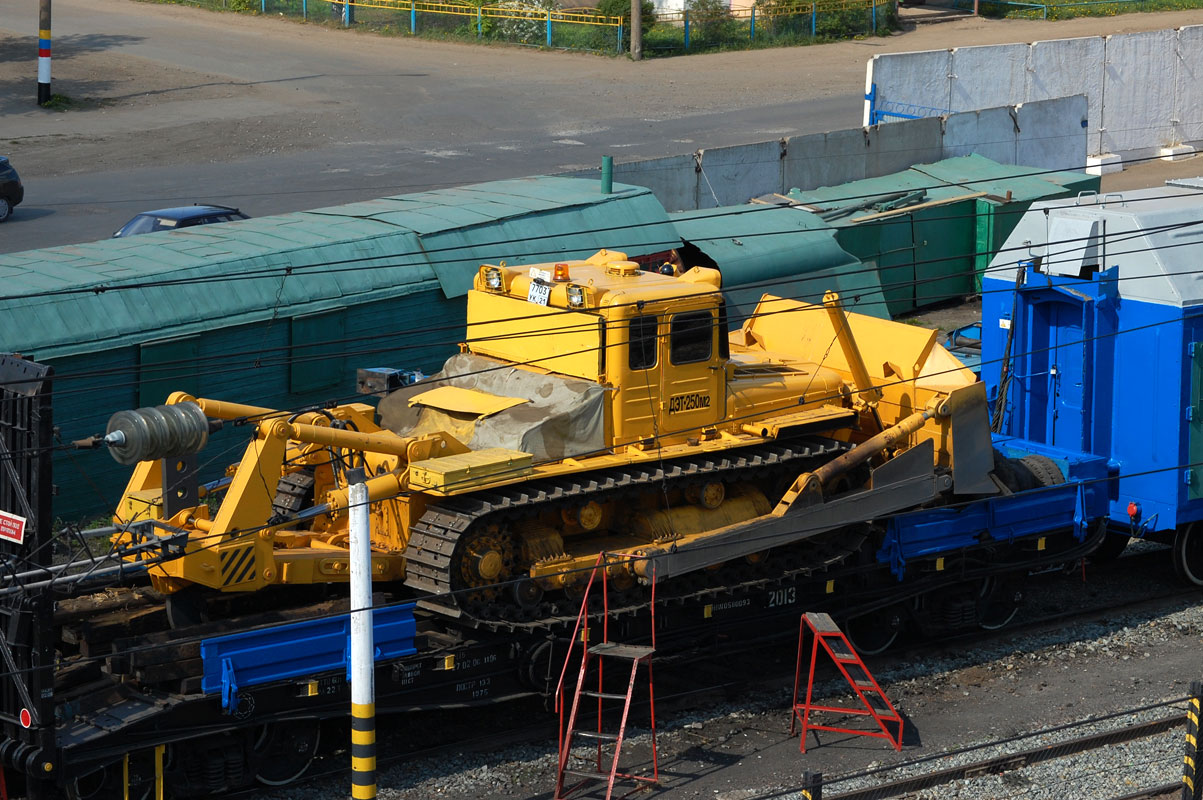
Трактор ДЭТ-250 на платформе восстановительного поезда

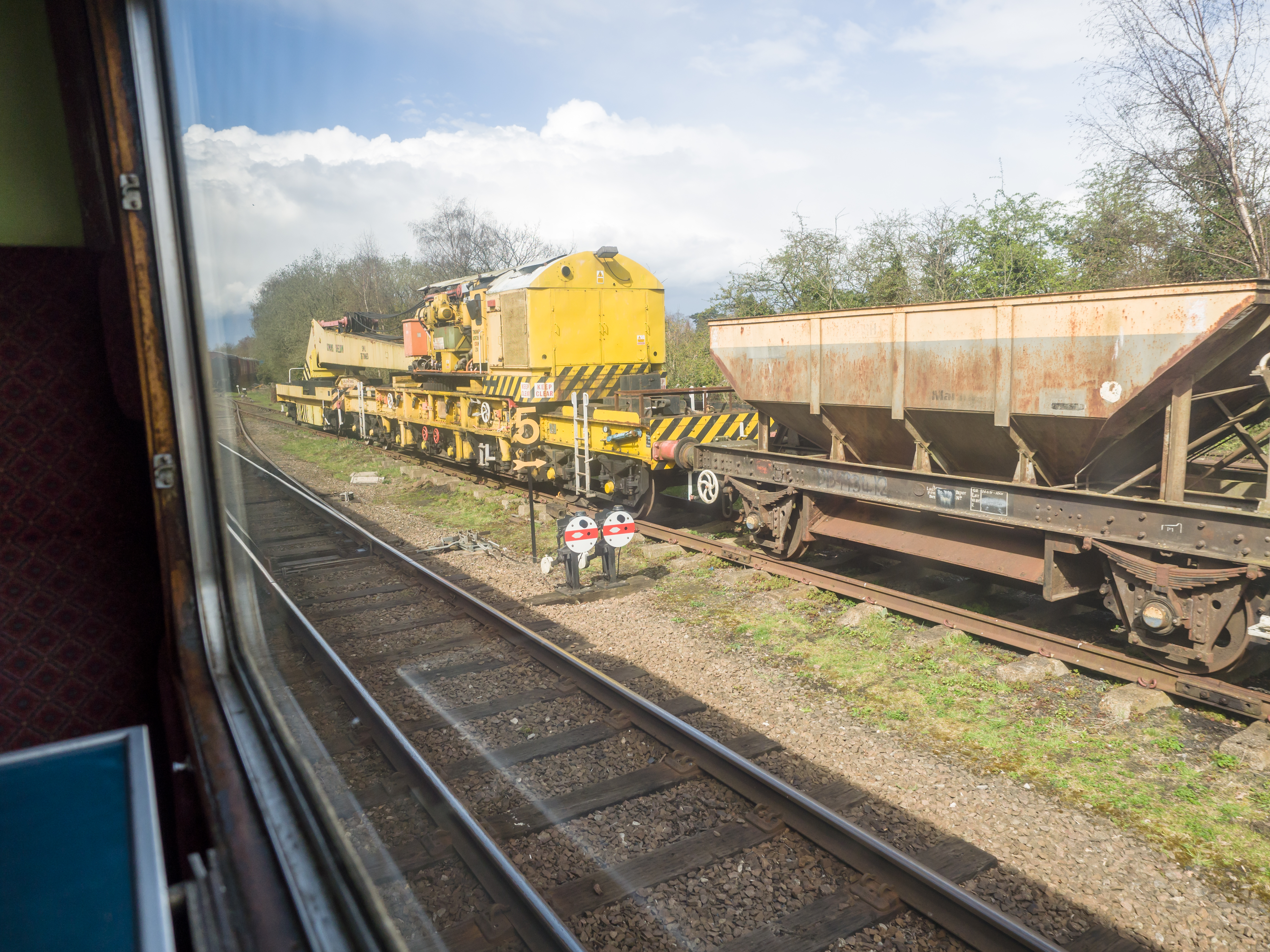
Восстановительный поезд на месте постоянной дислокации

Восстановительный поезд — специальное формирование, предназначенное для ликвидации последствий сходов с рельсов подвижного состава, а также оказания помощи в пределах своих тактико-технических возможностей при ликвидации последствий происшествий природного и техногенного характера.
Восстановительные поезда на железных дорогах СССР были образованы 12 ноября 1936 года в соответствии с приказом НКПС № 168 Ц от 11 ноября 1936 г. «О перестройке работы восстановительных поездов».

## Оснащение
Восстановительный поезд оснащается грузоподъёмными кранами и приспособлениями, гидравлическими домкратами, тягачами с лебёдками, тракторами, бульдозерами. В восстановительном поезде имеются электростанции, прожекторные установки, автомобили, противопожарное оборудование, машины для сварки и резки металла, средства связи, а также запасы материалов (рельсы, шпалы).
В состав восстановительного поезда входят:
- вагон-кладовая с инструментом и материалами
- платформы с материалами и оборудованием
- вагон-электростанция
- санитарный вагон
- вагон с пищеблоком

Восстановительный поезд должен находиться в постоянной готовности к работе.

## Перечень работников
Примерный список работников восстановительного поезда:
- Начальник восстановительного поезда
- Заместитель начальника восстановительного поезда
- Мастер подъёмочного оборудования
- Мастер по гидропневматике
- Машинист крана
- Помощник машиниста крана
- Тракторист-машинист бульдозера, механик-водитель тягача
- Машинист передвижных электростанций
- Электрогазосварщик
- Электрогазорезчик
- Аккумуляторщик
- Слесарь по ремонту электрооборудования
- Стропальщик
- Проводник вагона специального технического назначения
- Водитель автомобиля
- Машинист-инструктор по кранам
- Электромеханик
- Слесарь по ремонту ГПМ